# Арсенат меди(II)
Арсена́т ме́ди(II) (мышьяковоки́слая ме́дь, химическая формула — Cu3(AsO4)2) — неорганическая медная соль мышьяковой кислоты.
При стандартных условиях, арсенат меди — это сине-зелёные кристаллы, не растворимые в воде. Образует различного вида кристаллогидраты.

## Физические свойства
Арсенат меди(II) образует сине-зелёные кристаллы нескольких модификаций:
- моноклинная сингония, пространственная группа P 21/c, параметры ячейки a = 0,6327 нм, b = 0,8642 нм, c = 1,1313 нм, β = 92,04°, Z = 4 [1];
- триклинная сингония, пространственная группа P 1, параметры ячейки a = 0,5046 нм, b = 0,5417 нм, c = 0,6354 нм, α = 70,61°, β = 86,52°, γ = 68,43°, Z = 1 [2].

Не растворяется в воде (р ПР = 35), эталоне и эфире.
Гидролизуется в горячей воде.
Образует кристаллогидрат состава Cu3(AsO4)2 • 4H2O, который теряет воду в диапазоне температур 110-410°С.

## Получение
В природе, арсенат меди встречается в виде минералов ламмерита — Cu3(AsO4)2 и ролландита — Cu3(AsO4)2 • 4H2O (в обоих минералах имеются примеси).
- Взаимодействие растворов сульфата меди и арсената натрия:

{\displaystyle {\mathsf {3CuSO_{4}+2Na_{3}AsO_{4}+4H_{2}O\ {\xrightarrow {}}\ Cu_{3}(AsO_{4})_{2}\cdot 4H_{2}O\downarrow +3Na_{2}SO_{4}}}}

## Применение
- Фунгицид.